# Eastern Front 1941
Eastern Front (1941) ist ein Computer-Strategiespiel, das von Chris Crawford programmiert wurde. Das Spiel erschien 1981 für den Heimcomputer für Atari 800 und wurde durch Atari Program Exchange (APX) vertrieben. Es thematisiert den Deutsch-Sowjetischen Krieg im Zweiten Weltkrieg und gilt im Vergleich zu Brettspiel-Konfliktsimulationen als erstes bedeutendes Computer-Kriegsspiel. Crawford erhielt unter anderem den Origins Award (Charles S. Roberts Award) und eine Prämierung der Zeitschrift Creative Computing für das Design. Eastern Front war 1983 das erfolgreichste APX-Spiel und wurde 1982 von Atari erneut in einer erweiterten Version veröffentlicht. Über die Verkaufszahlen machte Crawford unterschiedliche Angaben. 1992 bezifferte er die Verkäufe auf etwa 50.000 Einheiten und seine Tantiemen auf ungefähr 90.000 Dollar. 2003 sprach er von 40.000 Dollar Tantiemen.

## Entwicklung
Crawford begann im Dezember 1980 mit der Entwicklung von Eastern Front. Die Idee eines komplexen Kriegsspiels versuchte er bereits Mitte 1979 mit „Ourrah Pobieda“ umzusetzen, nach eigenen Angaben war das Programm jedoch unspielbar und wurde deshalb nicht fertiggestellt. Im September 1980 sah Crawford eine Demonstration des Atari-800-Hardware-Scrollings. Beeindruckt durch die Möglichkeiten eines weichen Bildlaufs, programmierte er mit Hilfe der Demo eine Landkarte Osteuropas, die als Kern des Spiels diente. Bis Ende März 1981 beendete der Entwickler die Routinen für Eingabe, Kartenmanipulationen, Kampfberechnung sowie die Darstellung und Ausführung der Einheitenbewegungen. Bis Mitte Mai schrieb Crawford die Künstliche Intelligenz (KI) des Programms. Abermals kam der Programmierer zu dem Schluss, dass das Spiel unspielbar sei. Als Probleme erwähnte Crawford die hohe Einheitenzahl, die wenig Raum für Taktik ließ, die lange Spielzeit und die mangelhafte KI. Zur Problemlösung reduzierte er bis Mitte Juni die anfängliche Spielzeit von vier Jahren auf das erste Kriegsjahr, durch die Einführung von so genannten Kontrollzonen konnte die Einheitenzahl verringert werden. Kontrollzonen sind ein Spielelement aus Brettspielen. Indem Spielsteine nebenliegende Felder blockieren, kann mit weniger Einheiten ein durchgehender Frontverlauf dargestellt werden. Durch dieses Element konnte der Hauptkritikpunkt an der KI ausgeräumt werden: Entstehende kleine Lücken im Frontverlauf waren weniger gravierend. Bis Mitte August wurde die Spielbarkeit von Außenstehenden getestet; Crawford übernahm die Ergebnisse dieser Tests, um Bugs auszuräumen und weitere kleinere Änderungen einzubringen. Bereits Anfang Juli wurde das Spiel auf der Origins International Game Expo der Öffentlichkeit vorgestellt. Anfang September 1981 erfolgte die Veröffentlichung durch APX.

## Spielbeschreibung
Das Spiel versucht den Zeitraum vom 22. Juni 1941 bis zum 29. März 1942 an der europäischen Ostfront im Zweiten Weltkrieg darzustellen. Während 41 Zügen übernimmt der Spieler die Rolle der Wehrmacht und versucht eine möglichst hohe Punktzahl zu erreichen. Maximal sind 255 Punkte durch das möglichst weite Vordringen der einzelnen deutschen Korps, dem Dezimieren von russischen Einheiten und dem Besetzen der Städte Leningrad, Moskau, Stalingrad und Sewastopol möglich. Die Darstellung erfolgt auf einer zweidimensionalen, scrollbaren Landkarte Osteuropas. Der Spieler gibt pro Zug einer beliebigen Anzahl von Einheiten Bewegungsbefehle; treffen während der Zugauswertung deutsche Korps auf russische, berechnet der Computer Kampfhandlungen.

### Historischer Kontext
Durch die Spielmechanik versuchte Crawford eine grobe Simulation der historischen Begebenheiten zu erstellen: Zu Beginn ist die deutsche Wehrmacht der Roten Armee überlegen. Durch höhere Mannstärke, absolute und relative Moral ist es dem Spieler so möglich ähnlich der Blitzkrieg-Taktiken des Deutschen Reichs mit Kesselschlachten schnell in russisches Gebiet vorzudringen. Dieser Vorstoß kommt im dargestellten Herbst durch Schlamm praktisch zum Erliegen. Im Winter ist dem Spieler wieder ein schnelleres Weiterrücken möglich, jedoch ahmt das Spiel durch zahlreiche und stärkere Sowjeteinheiten das Eintreffen der russischen Armeen aus Sibirien nach. Durch zusätzliche simulierte Nachschubprobleme befindet sich der Spieler so spätestens zum Ende in der Defensive.

### Spieltechnik
Das Kampfsystem wird durch das Terrain der Spielkarte und die Richtung der Angriffe beeinflusst; ein Wald erzeugt beispielsweise einen Defensivbonus, Angriffe in die Flanke oder den Rücken von Einheiten einen Defensivmalus. Neben der Mannstärke der Korps wird zusätzlich die Kampfbereitschaft dargestellt. Kampfhandlungen verringern diese und veranlassen so einen Rückzug der Einheiten.
Die KI rechnet während der Züge des Spielers. Je länger der Spieler für die Eingabe seiner Züge benötigt, desto mehr Rechenzeit erhält das Computerprogramm. Der Reihe nach berechnet die KI einfache Spielzüge der einzelnen Computereinheiten. Diese werden im Zugverlauf verfeinert, bis jede Einheit eine optimale Bewegung ausführt.
Ein weiterer Punkt ist die Versorgung der Einheiten. Diese erhalten Nachschub, solange keine gegnerischen Einheiten den Weg zum Spielfeldrand der entsprechenden Seite blockieren. Herbst und Winter haben ebenfalls negative Effekte auf den Nachschub. Korps ohne Versorgung verlieren pro Spielzug die Hälfte ihrer Kampfbereitschaft, was Umfassungen noch effektiver macht. Steht die Einheit später wieder unter Nachschub, kann sich die Kampfbereitschaft wieder erholen; durch Kämpfe verlorene Mannstärke wird lediglich bei den russischen Korps langsam wieder nachgefüllt.

## Neuveröffentlichung
In einem Interview berichtet Crawford, dass Eastern Front unter dem APX-Label veröffentlicht wurde, da Atari der Meinung war, dass sich ein Kriegsspiel nicht erfolgreich vermarkten lasse. Da sich das Spiel jedoch sehr gut verkaufte, programmierte Crawford 1982 eine erweiterte Version, die durch Atari vermarktet wurde. Die neue Fassung enthielt unter anderem verschiedene Schwierigkeitsgrade, neue Einheiten und eine verbesserte KI.

## Rezeption
Stanley Greenlaw bezeichnete im US-amerikanischen Magazin Computer Gaming World Eastern Front als die bis dato eindrucksvollste Computer-Konfliktsimulation. („to this date, the most impressive computer wargame on the market.“) Atari möge in der Werbung die Grafikmöglichkeiten des Atari 800 beschrieben haben, Crawford solle sie erstmals in der Praxis gezeigt haben. („Atari has been telling us how advanced the graphics on their personal computer are. Chris has SHOWN us.“) Ataribesitzer seien es sich schuldig, das Spiel zu kaufen; Kaufinteressenten eines Personalcomputers sollten sich vor einer Kaufentscheidung das Spiel ansehen. („If you own an Atari personal computer you owe it to yourself to have this game[...] take a look at this game[...], it will make you look twice at the Atari system.“)
In der Zeitschrift COMPUTE! beschrieb Edward P. McMahon Eastern Front als das Musterbeispiel eines Computer-Kriegsspiels. Die „ausgezeichnete Simulation“ ("excellent simulation") habe viele Eigenschaften entsprechender Brettspiele.
Arthur Leyenberger, Redakteur der Zeitschrift ST-Log bezeichnete 1988 das Spiel als „Glanzleistung“ ("tour de force").